# William A. Lyon
Pour les articles homonymes, voir Lyon (homonymie).
William A. Lyon (né le 21 janvier 1903, mort le 18 mars 1974) est un monteur américain de cinéma, en activité entre 1936 et 1971.

## Biographie
Né au Texas en 1903, il meurt à Los Angeles en Californie à l'âge de 71 ans. Employé par Columbia Pictures pour l'essentiel de sa carrière, il a été nommé aux Oscars à six reprises, et a remporté deux Oscars du meilleur montage pour Tant qu'il y aura des hommes (From Here to Eternity) en 1953, et Picnic en 1955.

## Filmographie partielle
- 1939 : Celui qui avait tué la mort (The Man They Could Not Hang) de Nick Grinde
- 1940 : Arizona de Wesley Ruggles
- 1941 : Sweetheart of the Campus d'Edward Dmytryk
- 1947 : J'accuse cette femme (Mr. District Attorney) de Robert B. Sinclair
- 1949 : Je chante pour vous (Jolson Sings Again) de Henry Levin
- 1951 : Saturday's Hero de David Miller
- 1952 : La Revanche d'Ali Baba (Thief of Damascus) de Will Jason (en)
- 1953 : Tant qu'il y aura des hommes (From Here to Eternity) de Fred Zinnemann
- 1954 : Ouragan sur le Caine d'Edward Dmytryk
- 1955 : Picnic de Joshua Logan
- 1955 : L'Étreinte du destin (Count Three and Pray) de George Sherman
- 1955 : L'Homme de la plaine d'Anthony Mann
- 1956 : Au cœur de la tempête de Daniel Taradash
- 1963 : Les Pieds dans le plat de Frank Tashlin
- 1967 : Pieds nus dans le parc de Gene Saks

## Nominations et récompenses
- Oscar du meilleur montage en 1953 et 1955
- Nommé en 1947, 1954, 1959 et 1970